# Kuchnia azerska

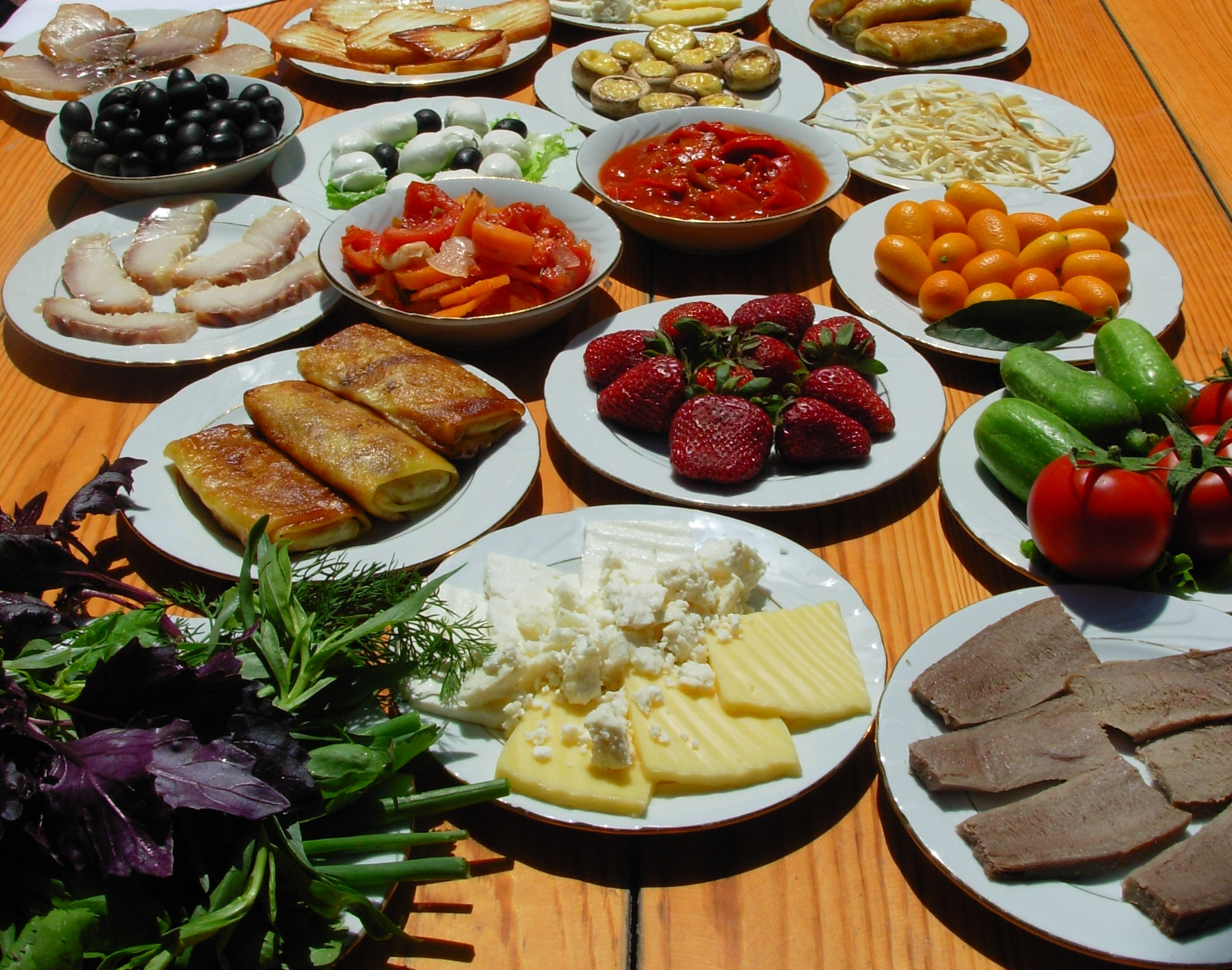
Zestaw azerskich zimnych przekąsek

Kuchnia azerska – sztuka kulinarna Azerów. Opiera się głównie na produktach dostępnych w rejonach górskich i w klimacie subtropikalnym, nosząc widoczne ślady wpływów perskich i tureckich.

## Charakterystyka
Wśród kuchni narodów Kaukazu, kuchnia azerska wyróżnia się wszechstronnym wykorzystaniem mięsa baraniego oraz bogatym repertuarem ziół i przypraw, nadającym potrawom intensywny aromat. Oprócz mięsa baraniego dość często wykorzystuje się wołowinę, drób i ryby. Z uwagi na wpływ kultury islamu w tradycyjnej kuchni azerskiej nie występowały potrawy z wieprzowiny. Spośród warzyw największym powodzeniem cieszą się pomidory, bakłażany i papryka. W zestawie przypraw wykorzystywanych do przygotowania potraw szczególne znaczenie mają szafran i sumak, ale także bazylia, tymianek, kolendra i mięta. Intensywny aromat ziół wyróżnia podawane w kuchni azerskiej pilawy, stanowiące często podstawę azerskiego jadłospisu. Podstawowym rodzajem pieczywa podawanym w Azerbejdżanie jest chleb wypiekany w piecu tandoor.
Niektóre potrawy wymagają zastosowania specyficznych naczyń, jak różnego rodzaju kotły, garnki okrągłodenne, a także kazany. Specjalnej patelni wymaga przygotowanie potraw z sadży.

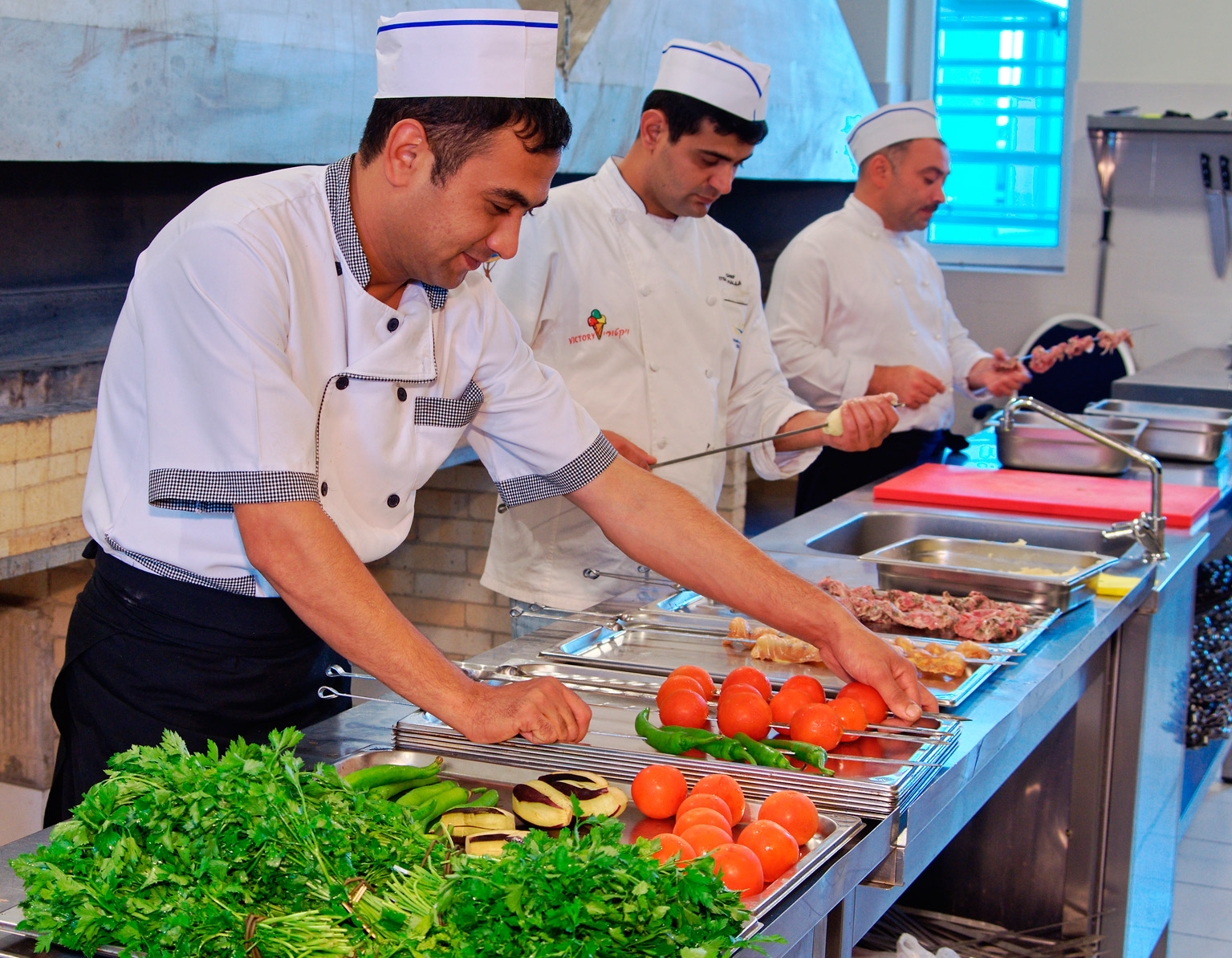
Kucharze z restauracji Buta Palace w Baku

Bogata i różnorodna jest oferta słodyczy, dostępnych na azerskim stole. Wykorzystanie dostępnych w kraju surowców (maku, orzechów, migdałów, imbiru, kardamonu i wanilii) pozwala na przygotowanie zarówno słodkich potraw mącznych (szekerbura, pachlawa, szeker-czurek), a także różnych odmian chałwy (terchałwa) i cukierków. Istotną rolę w kuchni azerskiej odgrywają także słodkie owocowe sorbety, które służą głównie jako napoje, a nie jak w innych krajach azjatyckich – jako słodkie desery. W Azerbejdżanie w powszechnym użyciu jest czarna herbata, pita najczęściej po obiedzie, podobnie jak ajran. Filiżanka herbaty i porcja dżemu są najczęściej spotykanym poczęstunkiem wśród Azerów.

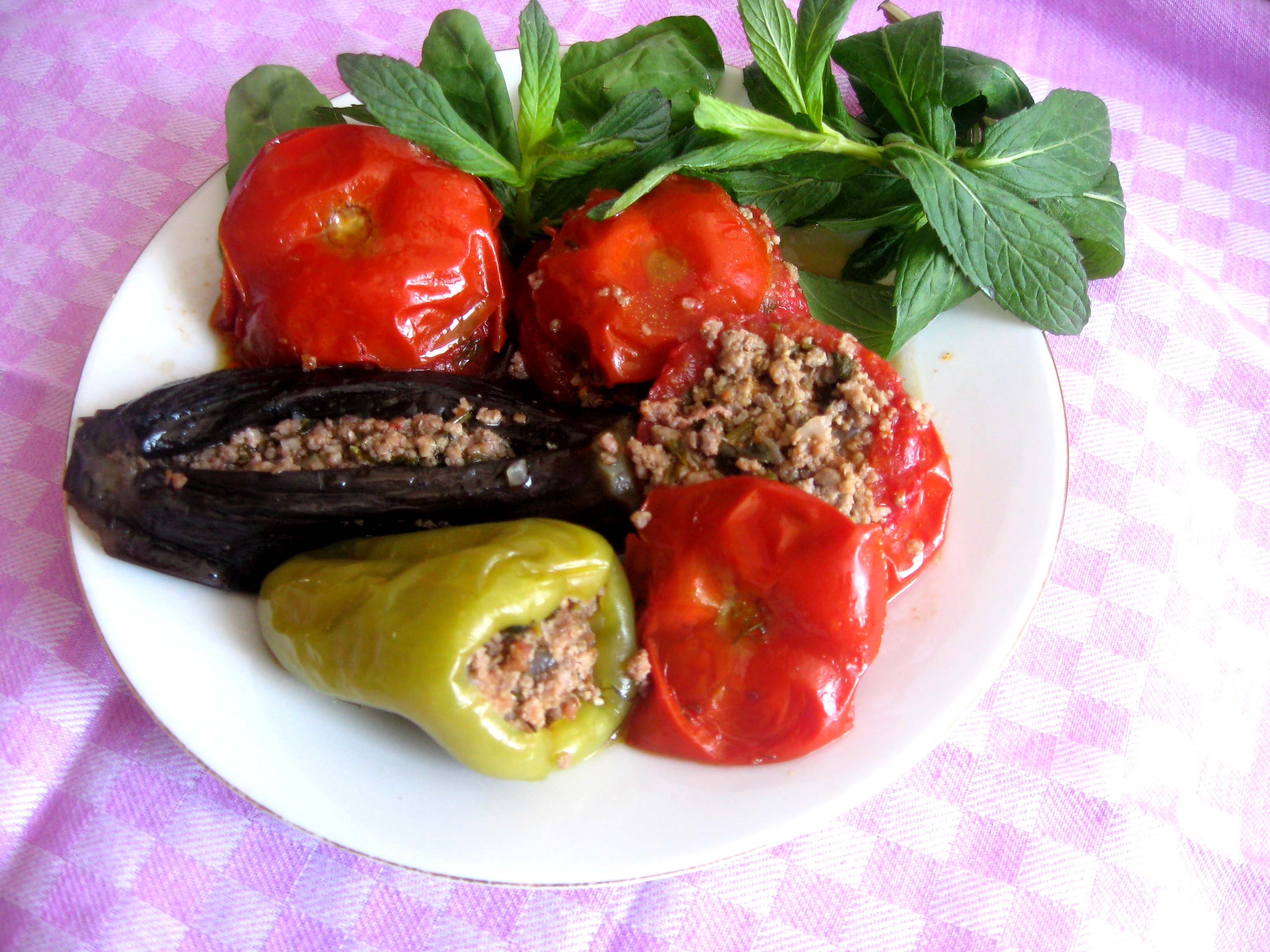
Azerska dolma

## Typowe potrawy kuchni azerskiej

### Zimne przekąski
- Adżika
- Adżapsandali
- Fisindżan
- Kiukiu

### Zupy
- Bozbasz
- Chamraszi
- Dowga
- Dogramadż
- Kəllə-paça
- Owduch

### Dania główne
- Basturma
- Dolma
- Gyzartma
- Czychyrtma
- Dżiz-byz
- Sabzi kourma

### Dania mączne
- Chingał
- Giurza
- Jaima
- Kutaby

### Słodycze
- Cheta
- Kurabie
- Mutaki
- Szekerbura
- Samanu